# Garabey Garabeyov
 (décembre 2021).
Garabey Garabeyov (en azéri : Qara bəy İsmayıl ağa oğlu Qarabəyov, né en 1874 dans le village de Yukhari Ayibli du district Yelizavetpol et mort le 27 septembre 1953) est un médecin et homme politique azéri.

## Éducation
Qarabey Qarabeyov est diplômé du gymnase de Tbilissi, de la faculté de médecine de l'université Derpi (TARTU). En 1896, Garabeyov est condamné à un an de prison pour ses activités révolutionnaires après avoir étudié pendant quatre ans à la Faculté des sciences naturelles de l'Université d'État de Moscou aux frais de Hadji Zeïnalabdine Taguiev.

## Activité professionnelle
Il travaille comme médecin, journaliste, figure publique à Moscou et à Bakou, chef du parti d'opposition Ittihad au parlement de l'ADR, éditeur du magazine Haqq Yolu (1911-1912), des journaux Yeni Hayat (1918), Ittihad.

## Au parlement
Gara Bey Garabeyov dirige la faction islamiste de droite Ittihad au parlement. Au cours de sa carrière, il est membre des commissions permanentes sur le projet de loi, la défense, les élections centrales, la charte, ainsi qu'une commission spéciale pour sélectionner les étudiants à envoyer à l'étranger et une commission pour enquêter sur les événements du Karabakh.

## Exil
Après l’invasion d’avril (1920) Garabey Garabeyov est arrêté et envoyé dans le camp de travail pénitentiaire Solovki de la province d’Arkhangelsk. En 1923, il est libéré du camp à la demande de Nariman Narimanov et transféré à Moscou à l’hôpital du commissariat d’urgence. En même temps il enseigne l’anatomo-pathologie à l’institut de médecine et dirige l’hôpital du Kremlin. En 1924, il déménage au Kirghizistan et y inaugure le technicum d’obstetrique. En 1932, il ouvre le cabinet de radiographie. En 1936, il travaille dans un sanatorium de tuberculose à Samarcande. En 1936, Qarabey Qarabeyov est arrêté comme « panturkiste », « panislamiste » sur la base d'une « dénonciation » d'un médecin et exilé à Kolima. En 1947, il retourne à Samarcande.